# Хвоздњица
Хвоздњица (слч. Hvozdnica) насељено је мјесто са административним статусом сеоске општине (слч. obec) у округу Битча, у Жилинском крају, Словачка Република.

## Становништво
| Година:    | 1994. | 2004.   | 2014.   | 2024.   |
| ---------- | ----- | ------- | ------- | ------- |
| Број људи: | 1079  | 1139    | 1185    | 1235    |
| Разлика:   |       | +5,56 % | +4,03 % | +4,21 % |

| Година:    | 2023. | 2024.   |
| ---------- | ----- | ------- |
| Број људи: | 1226  | 1235    |
| Разлика:   |       | +0,73 % |

Према подацима о броју становника из 2024. године насеље је имало 1235 становника.